# Enganxall

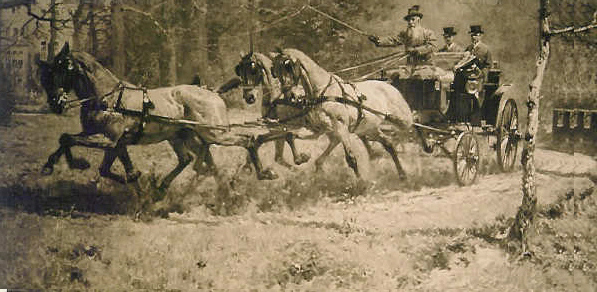
Enganxalls

L'enganxall és un esport eqüestre que consisteix en el maneig d'un tir de cavalls enganxats a un carruatge, sobre el qual els conductors han de demostrar la perícia en la conducció. El tir de cavalls pot estar format per un cavall (llimonera), dues (tronc) o quatre (quartes). Aquesta disciplina també és anomenada "guarniments" o "prova combinada de carruatges".

## Tipus de competicions
- Ensinistrament : Es valora l'harmonia, cadència, impulsió, facilitat de moviments i la correcta posició dels cavalls. Al conductor se li s'avaluen perícia, estil i habilitat per dirigir el seu equip.
- Resistència (marató) : Consisteix en un recorregut amb un màxim de 22 quilòmetres, dividits en cinc seccions, incloent obstacles naturals com portes, girs bruscos, rierols, terrenys escalonats i obstacles artificials. Es prova la forma física dels cavalls i l'habilitat i control del seu conductor.
- Obstacles : Es desenvolupa en una pista tancada amb un màxim de 20 obstacles. El cotxe i els cavalls han de passar entre les banderes que defineixen cada obstacle, que són passos obligats en forma de lletres que han de superar sense colpejar amb el cotxe.

## Història
És probable que els cavalls s'empressin per tirar de carros abans fins i tot que s'utilitzaran per a munta. Les carreres de cavalls amb carro són competències que es remunten a l'any 2000 aC, a l'antiga Grècia, on eren l'esport nacional. Les primeres curses olímpiques van aparèixer en la XXV Olimpíada, l'any 480 aC.
Com esport, el driving (enganxades) va tenir una gran difusió a Europa a partir de 1969, quan el Príncep d'Edimburg, que assistia com a president de la Federació Eqüestre Internacional a un Campionat d'Equitació a Polònia, es va admirar observant les diferents figures que realitzaven en cotxes tradicionals conductors d'Europa central. Veient l'atractiu que despertava, va considerar que bé podia practicar com a esport. En tornar a Anglaterra es va dedicar a estudiar aquesta modalitat i el 1970 la Federació Eqüestre Internacional aprovava el "Reglament per a Competència Combinada de Carruatges".
En l'actualitat els enganxalls no és considerat com a esport olímpic, mai ha estat considerat com a tal en l'era moderna, encara que sí que és reconeguda per la Federació Eqüestre Internacional i ha estat inclosa en tots els Jocs Eqüestres Mundials.

## Referència
1. ↑   Relinchando.com. Esports eqüestres: guarniments o enganxalls [Consulta: 17 gener 2022].